# Godsway Donyoh
Godsway Donyoh (* 14. Oktober 1994 in Accra) ist ein ghanaischer Fußballspieler.

## Karriere
Donyoh stammt aus der ghanaischen Right to Dream Academy und wurde als 17-Jähriger von Manchester City nach England geholt. Nach seiner Ausbildung wurde er an den schwedischen Erstligisten Djurgardens IF verliehen, um Spielpraxis zu sammeln. Im schwedischen Pokal 2012/13 gelangte der Ghanaer mit dem Verein bis ins Endspiel, welcher dort jedoch IF Elfsborg unterlag. In der Liga kam Donyoh auf 20 Partien, in denen er je zwei Tore und Vorlagen beisteuern konnte, parallel dazu wurde er auch dreizehnmal in der U21 eingesetzt (10 Tore, eine Vorlage).
Nach seiner Rückkehr nach England nahm er kurze Zeit am Mannschaftstraining teil, ehe eine erneute Leihe in die höchste schwedische Spielklasse folgte, diesmal zum Falkenbergs FF. In 35 Pflichtspielen für die erste Mannschaft sowie die U21 schoss der Stürmer sieben Tore und bereitete vier weitere vor. Am Ende der Fotbollsallsvenskan 2015 gewann er mit Falkenberg die Relegation gegen den IK Sirius und sicherte so den Ligaverbleib.
Ohne einen Einsatz in Manchester wurde der Ghanaer zur Rückrunde der Saison 2015/16 nach Dänemark an den Superligisten FC Nordsjælland verkauft. Seine erfolgreichste Spielzeit für den Klub absolvierte Donyoh Saison 2018/19, als er in 28 Ligaspielen zu zehn Treffern und zwei Vorlagen kam. Als Dritter der Vorjahresmeisterrunde nahm er mit Nordsjælland an der Qualifikation zur Europa League teil, scheiterte jedoch in der dritten Runde an Partizan Belgrad.
Nach nur neun Einsätzen in der Spielzeit 2019/20, davon drei für die Reserve, wurde er Mitte Januar für die Rückrunde der deutschen 2. Bundesliga an Dynamo Dresden verliehen. Im Anschluss an das Leihgeschäft besteht eine Kaufoption.
Im September 2020 unterschrieb Donyoh einen Zweijahresvertrag beim israelischen Verein Maccabi Haifa. Zur Saison 2022/23 wechselt er zum mehrfachen aserbaidschanischen Meister Neftçi Baku. Danach stand ein Engagement in Zypern an, wobei er allerdings wieder nach Israel verliehen wurde.

## Erfolge
Maccabi Haifa
- Israelischer Meister (2): 2021, 2022
- Israelischer Supercupsieger: 2022